# Liste der denkmalgeschützten Objekte in Rosenburg-Mold
Die Liste der denkmalgeschützten Objekte in Rosenburg-Mold enthält die 21 denkmalgeschützten, unbeweglichen Objekte der Gemeinde Rosenburg-Mold im niederösterreichischen Bezirk Horn.

## Denkmäler
| Foto |                 | Denkmal                                                                                           | Standort                                         | Beschreibung | Metadaten |
| ---- | --------------- | ------------------------------------------------------------------------------------------------- | ------------------------------------------------ | --- | --- |
| ja   | Datei hochladen | Figurenbildstock hl. Florian HERIS-ID: 61765 Objekt-ID: 74236                                     | bei Mold 30 Standort KG: Mold                    | In Mold steht auf einem Volutenpostament mit Tressendekor und einem mit 1724 bezeichneten Wappen eine Statue des hl. Florian. | BDA-Hist.: Q38097383 Status: § 2a Stand der BDA-Liste: 2025-06-30 Name: Figurenbildstock hl. Florian GstNr.: 88                                                               |
| ja   | Datei hochladen | Pfarrhof HERIS-ID: 34416 Objekt-ID: 32714                                                         | Maria Dreieichen 79 Standort KG: Mold            | Der erneuerte, in der zweiten Hälfte des 18. Jahrhunderts über einem hakenförmigen Grundriss errichtete Pfarrhof ist ein zweigeschoßiger Bau mit Schopfwalmdach. Seine Fassade ist durch Lisenen und Putzparapete gegliedert. Im Obergeschoß sind Stuckspiegel zu sehen. Das Pfarrhaus hat ein Votivbild von Josef von Führich aus dem Jahr 1837 und einen Fassadenriss der Wallfahrtskirche von Leopold Wißgrill aus dem Jahr 1744 in Verwahrung. | BDA-Hist.: Q37957951 Status: § 2a Stand der BDA-Liste: 2025-06-30 Name: Pfarrhof GstNr.: 1471                                                                                 |
| ja   | Datei hochladen | Ehemalige Michaelskirche HERIS-ID: 61762 Objekt-ID: 74233                                         | Mold 83 Standort KG: Mold                        | Von der ehemaligen Michaelskirche, vermutlich im 11. Jahrhundert erbaut und 1784 abgebrochen, ist ein quadratischer Turm mit Schallfenstern und einem Giebelkranz des 17./18. Jahrhunderts erhalten geblieben und in ein Schulgebäude einbezogen worden. | BDA-Hist.: Q38097363 Status: § 2a Stand der BDA-Liste: 2025-06-30 Name: Ehem. Michaelskirche GstNr.: 227                                                                      |
| ja   | Datei hochladen | Bildstock HERIS-ID: 61764 Objekt-ID: 74235                                                        | Mold Standort KG: Mold                           | Der mit 1692 bezeichnete Tabernakelpfeiler („Taferlkreuz“) mit abgefastem Schaft ist aus Zogelsdorfer Sandstein gefertigt. Das vorne und links geöffnete Tabernakel wird von einem Ankerkreuz bekrönt. An einer der geschlossenen Seiten befindet sich die Stifterinschrift, an der anderen ein Kreuzigungsrelief. | BDA-Hist.: Q38097375 Status: § 2a Stand der BDA-Liste: 2025-06-30 Name: Bildstock GstNr.: 328                                                                                 |
| ja   | Datei hochladen | Bildstock HERIS-ID: 61771 Objekt-ID: 74243                                                        | Mold Standort KG: Mold                           | Der aus Sandstein gefertigte Pfeiler mit achteckig abgefastem Schaft trägt ein allseitig geschlossenes Tabernakel und wird auf die erste Hälfte des 16. Jahrhunderts datiert. | BDA-Hist.: Q38097413 Status: § 2a Stand der BDA-Liste: 2025-06-30 Name: Bildstock GstNr.: 742                                                                                 |
| ja   | Datei hochladen | Figurenbildstock hl. Sebastian HERIS-ID: 61772 Objekt-ID: 74244                                   | Mold Standort KG: Mold                           | An der Straße nach Dreieichen steht auf einem hohen, geschwungenen Postament eine Statue des hl. Sebastian. | BDA-Hist.: Q38097421 Status: § 2a Stand der BDA-Liste: 2025-06-30 Name: Figurenbildstock hl. Sebastian GstNr.: 224/1                                                          |
| ja   | Datei hochladen | Wallfahrtskirche Maria Dreieichen Zur Schmerzhaften Muttergottes HERIS-ID: 61773 Objekt-ID: 74245 | an der Bundesstraße Standort KG: Mold            | Die nordöstlich des Ortes auf dem Molder Berg gelegene Pfarr- und Wallfahrtskirche Schmerzhafte Muttergottes ist eine geordnete kreuzförmige Anlage mit einer zentralisierten, nach außen hin nicht in Erscheinung tretenden längsovalen Mittelkuppel und einer dominierenden südlichen Doppelturmfassade. | BDA-Hist.: Q810089 Status: § 2a Stand der BDA-Liste: 2025-06-30 Name: Wallfahrtskirche Maria Dreieichen Zur Schmerzhaften Muttergottes GstNr.: 1482 Basilika Maria Dreieichen |
| ja   | Datei hochladen | Figurenbildstock Gnadenstuhl mit Maria Immaculata HERIS-ID: 61830 Objekt-ID: 74307                | Maria Dreieichen Standort KG: Mold               | Westlich von Maria Dreieichen steht eine aus dem zweiten Viertel oder der Mitte des 18. Jahrhunderts stammende quadratische Säule auf einem Sockel mit Gnadenstuhl und einem Maria-Immaculata-Bildnis auf einer Säule. | BDA-Hist.: Q38097539 Status: § 2a Stand der BDA-Liste: 2025-06-30 Name: Figurenbildstock Gnadenstuhl mit Maria Immaculata GstNr.: 1284                                        |
| ja   | Datei hochladen | Priestergrab HERIS-ID: 61831 Objekt-ID: 74308                                                     | am Friedhof Standort KG: Mold                    | Am Friedhof befindet sich westlich der Kirche ein Priestergrabmal, mit einer Pietà-Gruppe auf einem quadratischen Pfeiler mit Leidenswerkzeugen und profilierter Rahmung aus der Zeit um 1700. | BDA-Hist.: Q38097546 Status: § 2a Stand der BDA-Liste: 2025-06-30 Name: Priestergrab GstNr.: 1477                                                                             |
| ja   | Datei hochladen | Bildstock HERIS-ID: 61766 Objekt-ID: 74237                                                        | Standort KG: Mold                                | Westlich des Ortes erhebt sich auf einem Sockel mit Inschrift eine hohe Säule mit einer Immaculata-Statue. | BDA-Hist.: Q38097394 Status: § 2a Stand der BDA-Liste: 2025-06-30 Name: Bildstock GstNr.: 833/2                                                                               |
| ja   | Datei hochladen | Cholerafriedhof HERIS-ID: 61833 Objekt-ID: 74310                                                  | Maria Dreieichen Standort KG: Mold               | Der Cholerafriedhof südlich der Kirche wurde 1866 angelegt. Er verfügt über mehrere Schmiedeeisen- und Gusseisenkreuze. | BDA-Hist.: Q18147583 Status: § 2a Stand der BDA-Liste: 2025-06-30 Name: Cholerafriedhof GstNr.: 1285 Cholerafriedhof Maria Dreieichen                                         |
| ja   | Datei hochladen | Bildstock HERIS-ID: 61832 Objekt-ID: 74309                                                        | Mold Standort KG: Mold                           | Ein Tabernakelpfeiler mit kassettiertem Schaft und den Reliefs Hl. Familie, Christus am Kreuz und hl. Florian; datiert mit 1675. | BDA-Hist.: Q38097554 Status: § 2a Stand der BDA-Liste: 2025-06-30 Name: Bildstock GstNr.: 1464/3                                                                              |
| ja   | Datei hochladen | Devotionalienstand HERIS-ID: 38000 Objekt-ID: 37487                                               | Maria Dreieichen Standort KG: Mold               | Östlich der Wallfahrtskirche befindet sich ein ehemaliger Verkaufsstand für Devotionalien, der im späten 19. Jahrhundert als Nachbau eines Objekts in Mariazell vom Gastwirt Alois Förster in historistischem Stil errichtet wurde. Sein vorgesetztes Holzportal verfügt über einen Rollladen, geschnitzte Verzierungen und ein profiliertes, weit hinausragendes Vordach. Das leicht geschwungene Mansardendach in Form eines Pyramidenstumpfs wird von einem Türmchen bekrönt, das hinter einer Glasscheibe in einer Nische eine von zwei adorierenden Engeln flankierte Pietà beherbergt. Das Objekt ist hellgrün gestrichen. Das Schild an der Vorderseite trägt die Aufschrift: „Toni Förster Wallfahrtsandenken“ und verweist auf Antonia Förster, die Tochter des Erbauers, die den Stand von ihrem Vater erhalten hatte. | BDA-Hist.: Q37978332 Status: Bescheid Stand der BDA-Liste: 2025-06-30 Name: Devotionalienstand GstNr.: 1480 Devotionalienstand Maria Dreieichen                               |
| ja   | Datei hochladen | Ortskapelle Mörtersdorf HERIS-ID: 50278 Objekt-ID: 55085                                          | gegenüber Mörtersdorf 3 Standort KG: Mörtersdorf | Die Ortskapelle am Anger von Mörtersdorf ist ein schlichter Bau mit Dreiachtelschluss, Satteldach und Rundbogenfenstern aus der Zeit um 1800. Sie hat einen vorgestellten, dreigeschoßigen Portalturm aus der zweiten Hälfte des 19. Jahrhunderts mit Eckpilastern, profilierten Gesimsen, rundbogigen Schallfenstern und einem spitzbogigen, gekehlten Portal. Der Innenraum ist kreuzgratgewölbt. | BDA-Hist.: Q38039099 Status: § 2a Stand der BDA-Liste: 2025-06-30 Name: Ortskapelle Mörtersdorf GstNr.: 1 Ortskapelle Mörtersdorf                                             |
| ja   | Datei hochladen | Fundzone Hofmühle HERIS-ID: 34875 Objekt-ID: 33357                                                | Hofmühle Standort KG: Rosenburg                  | Im nordwestlichen Teil der Fundzone konnte eine Siedlung aus dem Frühneolithikum (5500–5000 v. Chr.) mit zahlreichen Funden zur älteren Linearbandkeramik dokumentiert werden. Im östlichen Teil des Geländes wurden eine mittelneolithische (5000–4500/4300 v. Chr.) Kreisgrabenanlage sowie Befunde aus der Latènezeit (5.–1. Jahrhundert v. Chr.) nachgewiesen. Gegenüber der ehemaligen Hof- oder Thurnmühle an der Straße zur Rosenburg befand sich eine slawische Siedlung des Frühmittelalters (ca. 600–800 n. Chr.) mit mehreren Wohn- und Wirtschaftsgebäuden. | BDA-Hist.: Q37960666 Status: Bescheid Stand der BDA-Liste: 2025-06-30 Name: Fundzone Hofmühle GstNr.: 82/1                                                                    |
| ja   | Datei hochladen | Schloss Rosenburg HERIS-ID: 34876 Objekt-ID: 33358                                                | Rosenburg 1 Standort KG: Rosenburg               | Schloss Rosenburg wurde als Burg um 1150 errichtet und im 16. Jahrhundert zu einem Renaissance-Schloss umgebaut und erweitert. | BDA-Hist.: Q684663 Status: Bescheid Stand der BDA-Liste: 2025-06-30 Name: Schloss Rosenburg GstNr.: 187 Schloss Rosenburg                                                     |
| ja   | Datei hochladen | Aufnahmsgebäude Rosenburg HERIS-ID: 34874 Objekt-ID: 33356                                        | Rosenburg 3 Standort KG: Rosenburg               | Das Empfangsgebäude des Bahnhofs Rosenburg wurde 1888/1889 errichtet und 1992 renoviert. | BDA-Hist.: Q106814292 Status: Bescheid Stand der BDA-Liste: 2025-06-30 Name: Aufnahmsgebäude Rosenburg GstNr.: 255 Aufnahmsgebäude Bahnhof Rosenburg                          |
| ja   | Datei hochladen | Burgruine Stallegg HERIS-ID: 59636 Objekt-ID: 71079seit 2015                                      | Stallegg 12, nordwestlich Standort KG: Rosenburg | 1196/1216 wird ein Albero von Stalek erstmals urkundlich erwähnt, Stammvater der Stallegger, die insbesondere unter König Ottokar II. zu den führenden Ministerialen in Österreich gehörten. 1487 wird der Besitz mit der Herrschaft Rosenburg vereinigt. 1600 ist die Burg bereits als verfallen bezeichnet. Sie war von einem regelmäßigen Bering (26,70 × 22,10 m) aus der ersten Bauphase um 1200 umgeben. Der Bergfried (2. Hälfte des 13. Jahrhunderts) hat einen spitzbogigen Hocheinstieg. Die Kapelle mit ihren Opus-spicatum-Lagen weist in das frühe 13. Jahrhundert. Mit der Aufgabe der Burg als Wohnsitz ist ab dem späten 15. Jahrhundert zu rechnen. | BDA-Hist.: Q38088069 Status: Bescheid Stand der BDA-Liste: 2025-06-30 Name: Burgruine Stallegg GstNr.: 208/1 Burgruine Stallegg                                               |
| ja   | Datei hochladen | Figurenbildstock hl. Johannes Nepomuk HERIS-ID: 61837 Objekt-ID: 74314                            | Standort KG: Rosenburg                           | Der bei der Brücke an der Straße zur Rosenburg befindliche Bildstock mit einer Replik einer Sandstein-Statue des hl. Johannes Nepomuk aus dem 18. Jahrhundert wurde im Zuge der Erneuerung der Brücke 1986 hier aufgestellt. | BDA-Hist.: Q38097573 Status: § 2a Stand der BDA-Liste: 2025-06-30 Name: Figurenbildstock hl. Johannes Nepomuk GstNr.: 229/5 Johannes-Nepomuk-Statue (Rosenburg)               |
| ja   | Datei hochladen | Figurenbildstock hl. Johannes Nepomuk HERIS-ID: 61841 Objekt-ID: 74318                            | Standort KG: Zaingrub                            | Auf einem prismatischen Postament mit Wappenschild und der Bezeichnung 1726 steht eine Figur des hl. Johannes Nepomuk. | BDA-Hist.: Q38097581 Status: § 2a Stand der BDA-Liste: 2025-06-30 Name: Figurenbildstock hl. Johannes Nepomuk GstNr.: 21                                                      |
| ja   | Datei hochladen | Ortskapelle Zaingrub HERIS-ID: 50898 Objekt-ID: 56380                                             | Zaingrub 4, neben Standort KG: Zaingrub          | Die erhöht im östlichen Teil von Zaingrub gelegene Ortskapelle aus dem dritten Viertel des 19. Jahrhunderts ist an ein Haus aus der Mitte des 19. Jahrhunderts angebaut. Der barocke Bau hat eine eingezogene Rundapsis, einen vorgestellten Turm und Flachbogenfenster. Der Turm wird von rundbogigen Schallfenstern und einem Haubendach bekrönt. Über dem Schulterbogenportal ist eine Nische mit einer im dritten Viertel des 18. Jahrhunderts angefertigten Figur des hl. Josef zu sehen. Der Innenraum verfügt über eine zweijochige Stichkappentonne und eine Apsiskonche. | BDA-Hist.: Q38042631 Status: § 2a Stand der BDA-Liste: 2025-06-30 Name: Ortskapelle Zaingrub GstNr.: 1                                                                        |